# Хулия, Рауль
Рау́ль Рафаэ́ль Карлос Хулиа́-и-Арселай (исп. Raúl Rafael Carlos Juliá y Arcelay; 9 марта 1940 — 24 октября 1994) — пуэрториканский актёр. 
За свою работу в телефильме «Огненный сезон» получил посмертную премию «Золотой глобус», Прайм-таймовую премию «Эмми» и Премию Гильдии киноактёров США. Рауль Хулиа прожил большую часть жизни и сделал свою карьеру в США. Он работал в театре и кино, мюзиклах и на телевидении, как в драматических, так и комедийных проектах. Однако, международную известность ему принесла роль Гомеза Аддамса, в серии фильмов 1990-х годов: «Семейка Аддамс» и «Ценности семейки Аддамс» режиссёра Барри Зонненфильда.

## Биография
Родился в Пуэрто-Рико, в Хато-Рей — пригороде Сан-Хуана. Мать Ольга Арселай была меццо-сопрано в церковном хоре, однако от дальнейшей карьеры в этой сфере отказалась, когда вышла замуж за отца Рауля — Рауля Хулиа-старшего, который являлся инженером-электриком, закончившим университет Трине. Рауль был старшим из четырёх детей в семье: Рафаэля Карлоса, Ольги Марии и Марии Евгении. Его брат Рафаэль погиб в ДТП в 1960 году, когда Раулю было 19 лет. Отец в начале 50-х годов, открыл семейный бизнес — ресторан в Сан-Хуане, который назвал «La Cueva del Chicken», он был вдохновлён названием мадридского ресторана «Las Cuevas de Luis Candelas». Ресторан был расположен в доме, где родились Рауль и его брат Рафаэль, таким образом, дети выросли в семейном бизнесе. Успех в бизнесе отца обеспечил Раулю и остальным братьям отличное образование. Отец Рауля утверждал, что он привёз пиццу в Пуэрто-Рико после того, как нанял итальянского повара в Нью-Йорк-Сити, который умел её готовить. Ресторан также был первым, кто распространил курицу-гриль на костре, что ему подсказала Мириам Фиттс. Некоторые родственники Рауля были музыкантами, среди которых была его двоюродная бабушка Мария Гонсалез, которой приписывают творческое начало Рауля и его становление в творчестве. Семья Рауля была католической.
Получил начальное образование в Эспириту Санто-де-Хато-Рей, который представлял собой католическую частную школу, где большинство сотрудников говорили исключительно по-английски. Там он участвовал в своей первой пьесе в первом классе, играя дьявола, и его выступление дало ему карт-бланш на участие во всех последующих школьных спектаклях. Став свидетелем выступления Эррола Флинна в «Приключениях Робин Гуда», он решил продолжить актёрскую карьеру.
В детстве Хулиа его семья придерживалась строгой иезуитской практики, часто приводя в дом бездомных детей. Благодаря этому, его мать получила признание Католического университета Понсе. К седьмому классу Рауль Хулиа уже свободно говорил по-английски и заинтересовался произведениями Уильяма Шекспира. Хулиа завершил свое среднее образование в колледже Сан-Игнасио-де-Лойола, где он участвовал в таких пьесах как «Юлий Цезарь», «Гамлет», «Король Лир» и «Буря». В колледже он был другом и одноклассником будущего пуэрториканского независимого деятеля Рубена Берриоса. Стремясь угодить своим родителям, он продолжил свое образование на юридическом факультете в Фордхэмском университете, но провёл там год и вернулся в Пуэрто-Рико, закончив учебу в Университете Пуэрто-Рико. Во время своего пребывания в университете он стал членом сообщества Fi Sigma Alfa.
Рауль Хулиа продолжал сниматься в местных спектаклях и ночных клубах. Он изучал гуманитарные науки, получив степень бакалавра искусств. В конце концов, Хулиа понял, что у него нет интереса к карьере юриста, которой отдавали предпочтение его родители, и выбрал играть в театре, несмотря на сомнения в том, что он сможет продолжать работать в качестве актёра.

## Начало карьеры
Рауль Хулиа получил степень бакалавра в Recinto de Río Piedras (UPR) и начал изучать право. В это же время он участвовал в местных постановках в Сан-Хуане. Он выступил в повторной постановке «Макбета», которая проходила в одном из колониальных замков муниципалитета, чтобы поддержать дух постановки. Также он взял на себя исполнение роли Родриго в «Отелло» в местной драматической постановке. Параллельно с этим, Хулиа начал выступать с докладами на любительском часе Ted Mack. После вступления в музыкальную группу под названием «Lamplighters», несмотря на протест родителей, он был приглашен Лилиан Херст для выступления вместе с ней, в конечном итоге он получил работу в отеле под названием El Convento.
В это время он начал рассматривать возможность переезда в Европу, чтобы учиться актёрскому мастерству. Во время одного из их выступлений к Хулиа обратился Орсон Бин, который был в отпуске в Пуэрто-Рико, и предоставил ему контактную информацию, желая, чтобы он отправился в Нью-Йорк и работал там. Его родители были шокированы этим предложением, но в конечном счёте согласились поддержать его решение. Отъезд Рауля Хулиа был отложен после того, как его младший брат Рафаэль погиб в дорожно-транспортном происшествии. За это время он обручился с Магдой Васалло Молинелли. В 1964 году, когда ему было 24 года, оставив изучение права, с идеей посвятить себя театру, он отправился в Нью-Йорк, прибыв в разгар зимней бури. После переезда на Манхэттен Хулиа пришлось выполнять несколько непредвиденных работ, чтобы оплатить свои расходы, вплоть до обучения правильному способу продажи ручек для дистрибьютора. Когда Херст навестила его, они посетили бродвейскую пьесу, и тот факт, что он мог работать актёром полный рабочий день, удивил её. В результате этого Хулиа начал искать работу как в бродвейских, так и во внебродвейских спектаклях. Стремясь ещё больше улучшить свою актёрскую игру, он брал уроки у Винн Хэндман, которого рекомендовал Бин; с ним обучался его будущий коллега-звезда Кристофер Уокен. Он был взят на роль вместо Орсона в «Your Own Thing» — в обновленном рок-мюзикле «Twelfth Night». Вместе с этим, он выступал и в других проектах, в том числе в Пуэрториканском передвижном театре.
Его первое представление было в постановке пьесы «La vida es sueño» Кальдерона де ла Барка, где он сыграл Астольфо. Это позволило ему получить свою карточку актёра от «Actors' Equity Association». Первое время Рауль Хулиа получал пособие от своих родителей, но после заключения контракта с Джеффом Хантером в качестве менеджера он смог выступить в постановке «Прощай, птичка», отказавшись от дальнейшего спонсирования. Он начал выступать в передвижном театре Фиби Брэнд, представляя спектакли в бедных районах Нью-Йорка. В 1965 году он женился на Магде Васалло Молинелли.
В 1966 году Рауль Хулиа был выбран на роль Макдаффа в испанской версии «Макбета» и сыграл в «Повозке быка» — сценической пьесе, написанной пуэрториканским драматургом Рене Маркесом. Мириам Колон Валье, которая также участвовала в «Ла Каррета», основала Пуэрториканский передвижной театр, где он выступал. В 1967 году, основатель Нью-Йоркского шекспировского фестиваля (NYSF) Джозеф Папп, посетил представление в театре Делакорте, где Рауль Хулиа читал патриотическую пуэрториканскую поэзию. Впоследствии, Папп предложил ему роль Деметрия в постановке «Тит Андроник». После завершения этой пьесы он связался с Паппом, который предложил ему работу режиссёра в «Гамлете» Нью-Йорка. В процессе этого Хулиа также продолжал параллельно играть в некоторых пьесах.

## Бродвей и телевидение
В сентябре 1968 года, после четырёхкратного прослушивания на роль, Рауль Хулиа дебютировал в своей первой бродвейской пьесе, исполнив роль Чана в постановке «Кубинская вещь». На следующий год он получил роль в постановке «Индейцев» Артура Копита. За это время он развёлся с Молинелли. В 1970 году Хулиа получил роль Пако Монтойи в «Комплексе Кастро», получив положительные отзывы о его интерпретации. Во время репетиции для бродвейской пьесы он встретил Мерел Полоуэй и завязал с ней отношения.
Получив известность на Бродвее, Рауль Хулиа снялся в двух телесериалах «Любовь к жизни» и «Улица Сезам». Ему не нравилась его роль в «Любви к жизни», и он появился в шоу лишь на короткое время. Его персонаж с улицы Сезам — Рафаэль — появлялся в третьем сезоне шоу. Рафаэль — мастер по ремонту, управлял магазином по ремонту вместе с персонажем Эмилио Дельгадо — Луисом, который дебютировал в шоу вместе с Хулиа. В период с 1971 по 1972 год Хулиа получил роли в «Организации», «Панике в Нидл-парке» вместе с молодым Аль Пачино, и экранизации «Если очень долго падать, можно выбраться наверх».
Во время работы над «Улицей Сезам» Папп связался с ним и предложил роль Протея в «Двух веронцах». За свою роль в этой пьесе Рауль Хулиа получил свою первую номинацию на премию «Тони» и получил премию «Drama Desk Award» 1972 года за выдающуюся работу. В 1973 году он интерпретировал Эдмунда в «Короле Лир». За этим последовала роль Орландо в «Как вам это понравится». Рауль Хулиа отметил, что он дорожил ролями, которые играл в этих пьесах Шекспира, особенно ритмом, музыкой и поэзией, присутствующими в них. Он также играл в «Виа Галактика» с ограниченным показом на Бродвее и по телевидению сыграл доктора Грега Робинсона, брата Джерри, в эпизоде «О, брат» шоу Боба Ньюхарта.
В 1974 году он получил главную роль в фильме «Где Чарли?», играя Чарли Уайкема. Рауль получил свою вторую номинацию на премию «Тони» за роль в этой комедии. Впоследствии он присоединился к семинарам Вернера Эрхарда по обучению «Erhard» — организации, которая способствует самомотивации, участвуя в её семинарах. В 1976 году Рауль Хулиа сыграл Мэка Ножа в «Трёхгрошевой опере», интерпретируя[уточнить] диалог с заметным британским акцентом. Это выступление принесло ему третью номинацию на премию «Тони». После, он предстал в роли итальянского автогонщика Франко Бертоллини в кинокартине «Гонка «Жевательная резинка».
В том же году Рауль Хулиа женился на Мерей Полоуэй в горах Кэтскилл. Церемонию возглавил Свами Муктананда в рамках духовного ретрита. Эта пара познакомилась со Свами через Эрхарда. После этого Эрхард основал проект «Голод», заявив, что после поездки в Индию он почувствовал мотивацию основать некоммерческую организацию для ликвидации голода во всём мире посредством благотворительных праздников. Рауль Хулиа присоединился к инициативе с момента её зарождения, установив личную цель — собрать миллион долларов для организации. В 1978 году он принял главную роль в «Дракуле», получив хорошие отзывы за свою интерпретацию персонажа.
Выступая в роли Дракулы, Хулиа также сыграл Петруччо в «Укрощении строптивой». Взаимодействие с, уже звездой, Мерил Стрип сначала было напряженным, однако позже переросло в дружбу в течение совместной работы над проектом. Затем Рауль согласился на роль в экранизации «Бури», проведя несколько месяцев в Италии, изучая её культуру. Находясь в стране, он получил сценарий для «Девяти», за который позже получил свою четвёртую номинацию на премию «Тони». В рамках подготовки к своей роли в «Предательстве», Рауль временно переехал в Лондон, наняв тренера, чтобы адаптировать свой акцент к английскому диалекту. Позже Рауль будет использовать английский или трансатлантический акцент для большинства своих будущих фильмов, таких как «Презумпция невиновности», «Семейка Аддамс» и «Уличный боец». В 1984 году он снялся в «Design for Living» с Френком Ланджелой и Джиллом Клейбургом, а в 1991 году он участвовал в заново поставленной трагедии Шекспира «Отелло» с Кристофером Уокеном.
В 1992 году Рауль Хулиа с Шиной Истон сыграл главную роль в «Человеке с Ла-Манша», который является бродвейской музыкальной адаптацией романа Мигеля де Сервантеса «Дон Кихот». Пьеса была поставлена в 1965 году, главного героя играл Ричард Кайли; в то время на главную роль рассматривался один из его любимых актёров, Хосе Феррер. Рауль исполнял эту роль восемь раз в неделю.

## Кино
В 1982 году Рауль сыграл Калибаноса в «Буре» и Рэя в мюзикле «От всего сердца». В 1983 году родился его первый сын от Полоуэй — Рауль Зигмунд Хулиа. В том же году он также снялся в фильме общественного телевидения «Потерянный в Банке памяти», который не получил положительных отзывов и был высмеян. После двухлетнего отсутствия, Рауль сыграл политического заключённого по имени Валентин в экранизации произведения Мануэля Пуига «Поцелуй женщины-паука». Его сокамерником был эпатажный гомосексуалист Луис Молина (Уильям Хёрт), который был заключён в тюрьму за аморальное поведение в Бразилии, который проводил время в заключении за детальным пересказом Валентину сцен из его любимых фильмов о любви, что позже переросло во вторую форму из взаимоотношений, основанных на взаимопонимании и уважении. Учитывая, что сценарий был уникален, Рауль согласился начать съёмки до получения гонорара, и отправился в Южную Америку, где он взял интервью у повстанцев и бывших заключённых, с целью ознакомления с их опытом и идеологии. После выхода фильм имел коммерческий успех, а за своё выступление Рауль получил номинацию на Премию «Золотой глобус» и получил премию Национального совета по обзору кинофильмов за лучшую мужскую роль вместе с Уильямом Хертом.
В следующем году он снялся в своем первом пуэрториканском фильме «Ла Гран Фиеста», предложив монолог в конце фильма. В 1985 году он снялся в роли майора Сергиуса Саранова в экранизации «Оружие и человек». За этим последовала роль Дэвида Суареса в романтической комедии «Компрометирующие позиции». В 1986 году Рауль Хулиа играл парикмахера по имени Хоакин Манеро в кинокартине «На Следующее Утро». Чтобы подготовиться к роли, он брал уроки и некоторое время работал в парикмахерской.
В 1987 году Рауль сыграл главную роль в «Кающемся». Позже, в том же году, родился его второй сын от Полоуэй — Бенджамин Рафаэль Хулиа. В 1988 году Хулиа сыграл коррумпированного чиновника в фильме «Луна над Парадором», который получил негативные отзывы критиков. В следующем году он снялся вместе с Энтони Куинном в фильме «Онассис: самый богатый человек в мире»- биографическом фильме, посвященном жизни Аристотеля Онассиса. В 1989 году Рауль получил роль архиепископа Оскара Ромеро в биографическом фильме «Ромеро». В течение своей жизни Ромеро был защитником прав человека, часто публично осуждая нарушения этих прав, что привело к его убийству во время мессы. Рауль согласился на эту роль, исходя из её политического характера, стремясь привлечь внимание к проблемам в этом центральноамериканском регионе. Чтобы подготовиться к этой роли, он прочитал дневник и автобиографию Ромеро, а также прослушал или просмотрел записи его посланий и месс, что побудило его присоединиться к католической церкви. Он и Полоуэй, которая являлась еврейкой, решили не воспитывать своих детей в определённой религии, полагая, что они должны принять собственное решение после того, как станут старше. Правительство Сальвадора отказалось разрешить распространение фильма из-за его содержания, поэтому фильм получил только подпольное распространение. Благодаря своей деятельности в период с 1987 по 1989 год, Рауль занял первое место в статье Variety — «Список самых занятых голливудских актёров». Затем Рауль вместе с Биллом Найи снялся в экранизации «Трёхпенсовой оперы», воссоздав роль Мэкхита в фильме, который был переименован в «Mack The Knife» для его американского релиза.
В 1990 году он был приглашен на роль адвоката в фильме «Презумпция невиновности», получив положительные отзывы за свою работу. До съёмок Рауль проводил время в залах суда и изучал судебную систему. В 1991 году, когда Джозеф Папп умер, Рауль прокомментировал, что режиссёр был непосредственно заинтересован в том, чтобы найти ему роли помимо «стереотипных латиноамериканцев», таких как «латиноамериканский любовник». Рауль был приглашен на роль Гомеза Аддамса в адаптации «Семейки Аддамс». Его привлекла роль из-за дерзкого изображения персонажа, отметив, что «даже его депрессия замечательна». Поскольку его более ранние воспоминания о роли относились к дублированной на испанский язык версии первого телесериала, ему пришлось адаптировать роль непосредственно из оригинальных мультфильмов, нарисованных Чарльзом Аддамсом. За эту роль он получил номинацию на премию Сатурна. Рауль появился в 1982 году в «Мастере побега» вместе с Джеки Куган, который изобразил Фестера Аддамса в телесериале «Семейка Аддамс» 1964—1966 годов. Впоследствии он повторил свою роль Гомеза Аддамса в «Ценностях семейки Аддамс». В 1994 году Рауль сыграл Чико Мендеса в «Горящем сезоне» для HBO, за что получил положительные отзывы. Он ознакомился с этой ролью, проанализировав интервью и видеоматериалы.
Несмотря на плохое самочувствие, которое началось за три года до его смерти, он завершил «Горящий сезон» и горел желанием продолжить свои планы сыграть Байсона в фильме «Уличный боец», который должен был сниматься в Австралии осенью. Рауль понимал, что этот фильм позволит ему проводить больше времени со своими детьми, которые были поклонниками франшизы видеоигр и помогли ему подготовиться к роли. Он получил свою вторую номинацию на премию «Сатурн» за свою работу, которая считалась лучшей в ужасно получившейся кинокартине. Это была бы его последняя роль в крупном фильме, а его последней работой была роль второго плана в телевизионной драме «И спустился ворон», которая была снята в Торонто, в Онтарио в сентябре и октябре 1994 года. Его слабое здоровье было очевидно в этих последних трёх фильмах из-за значительной потери веса.

## Характер
Хулия любил психологически изучать персонажей, которых он будет олицетворять в кино или на телевидении. В течение своей жизни Хулия продолжал работу, которая была сделана его родителями в детстве, сотрудничая с социальной и образовательной деятельностью. Из-за этого он был назначен в Нью-Йоркский Совет по гуманитарным наукам.
Он был преданным человеком, и не только на профессиональной почве: его высокое чувство справедливости по отношению к латиноамериканским народам. Великая любовь, которую он исповедовал своей земле, была продемонстрирована тем, что он согласился участвовать в туристической кампании Пуэрто-Рико, даже если его знакомые не советовали ему это делать.

## Личная жизнь
Рауль Хулиа был дважды женат: на Вассалло Молинелли (с 1965 по 1969 год); на актрисе Мерел Полоуэй (с 1976 до конца жизни Хулии; есть двое сыновей — Рауль Зигмунд и Бенджамин Рафаэль).

## Болезнь и смерть
В тайне от широкой публики, в течение последних трёх лет своей жизни Рауль Хулия страдал раком желудка, из-за чего перенёс операцию. В начале 1994 года, во время съёмок «Горящего сезона» в Мексике, он подхватил пищевое отравление после употребления суши. Хулиа был доставлен по воздуху в больницу в Лос-Анджелесе для получения медицинской помощи. После выздоровления он впоследствии вернулся в Мексику, чтобы закончить фильм. Он немного похудел и был в физически ослабленном состоянии. 16 октября 1994 года Рауль Хулиа и Мерел Полоуэй посетили Метрополитен-опера в Нью-Йорке. После оперы он должен был встретиться с Маркосом Зуринагой, пуэрториканским режиссёром, который направил Хулиа в Аргентине на участие в «Tango Bar». В Метрополитен-опере у Хулиа начались сильные боли в животе, и его доставили на машине скорой помощи в университетскую больницу Норт-Шор в Манхассете, Лонг-Айленд. Сначала он не казался обеспокоенным своим состоянием, и его видели, когда он просматривал сценарий для своей предполагаемой роли в «Отчаянном» со своей больничной койки, но его состояние постепенно ухудшалось. В ночь на 20 октября Хулиа перенёс инсульт, впал в кому и был переведен на систему жизнеобеспечения. Четыре дня спустя, 24 октября 1994 года, Рауль Хулиа умер в возрасте 54 лет от осложнений инсульта, так и не придя в сознание.
В соответствии с пожеланиями Хулиа, его тело было перевезено в Пуэрто-Рико. Государственные похороны состоялись в Сан-Хуане 27 октября 1994 года, Рауля Хулиа сопровождали в здание Института культуры Пуэрто-Рико, где состоялась церемония похорон. На церемонии погребения присутствовали тысячи человек, а перед процессией, гимн Пуэрто-Рико — «La borinqueña» пела Лучесита Бенитес. После остановки в церкви Сан-Игнасио-де-Лойола процессия направилась на кладбище Букседа, где Рубен Берриос произнёс последние слова. Когда гроб Рауля Хулиа опускали, с вертолёта сбросили гвоздики, в то время как толпа кричала «Да здравствует Пуэрто-Рико Либре!». Хулиа всю жизнь поддерживал движение за независимость Пуэрто-Рико и однажды он убедил своего агента разрешить ему провести рекламную кампанию от имени туристической компании Пуэрто-Рико.
Последующие церемонии памяти были проведены в Публичном театре Джозефа Паппа в Нью-Йорке и в Лос-Анджелесе, где несколько актёров и личностей, включая Рубена Блейдса и Эдварда Джеймса Олмоса, выразили свои соболезнования. Также была проведена месса в Майами и многочисленные частные церемонии. Сотрудники Universal Pictures почтили его память, посвятив «Уличного бойца» его памяти, добавив фразу «Для Рауля. Vaya con Dios.» в финальных титрах фильма. Нью-Йоркский шекспировский фестиваль заплатил за некролог в Variety, где даты его рождения и смерти сопровождались цитатой из Шекспира. Пуэрториканский передвижной театр создал «Учебное подразделение Рауля Хулии», которое даёт бесплатные уроки актёрского мастерства молодым актёрам.
За свою роль в «Горящем сезоне» Рауль Хулиа был посмертно награждён премией «Золотой глобус», премией Гильдии киноактёров, премией «Канатная дорога» и премией «Эмми». Хотя он не дебютировал на экране до 1950 года, Хулиа был номинантом на премию Американского института кино «100 лучших американских фильмов за 100 лет по версии AFI». Такие актёры, как Хелен Хант и Джимми Смитс, цитировали его как источник вдохновения. 21 ноября 1994 года Руди Джулиани объявил эту дату Днем Рауля Хулиа. В 1996 году он был введен в Зал славы театра на Бродвее. В 1997 году Пуэрториканская торговая палата создала стипендиальный фонд Рауля Хулиа, предназначенный для предоставления образования в колледже подросткам.

## Благотворительность
В течение своей жизни Рауль продолжал работу, которая была сделана его родителями в детстве, сотрудничая с социальной и образовательной деятельностью. В связи с этим он был назначен в Нью-Йоркский Совет по гуманитарным наукам. Одной из целей работы благотворительной организации Рауля были инициативы, направленные на молодёжь. Обеспокоенный ростом уровня насилия среди подростков, он спонсировал программы написания сценариев в старших классах и поддерживал молодых актёров. Чтобы продвигать других латиноамериканских исполнителей, Хулиа активно оказывал поддержку Испаноязычной организации латиноамериканских актёров. (HOLA — Hispanic Organization of Latin Actors) и организовал Visiones Luminosas — инициативы по продвижению сценаристов. Он продолжал работать в NYSF, но выступал без получения заработной платы.
Точно так же Рауль Хулиа сотрудничал с независимыми кинематографистами в Пуэрто-Рико, выступая в своих постановках бесплатно или получая низкую зарплату. Это постоянное участие в латиноамериканском сообществе принесло ему награду латиноамериканского наследия посмертно. Хулиа также способствовал межрасовой интеграции в качестве члена Расовой гармонии и был председателем Коалиции знаменитостей Джозефа Паппа за расовую гармонию. В рамках своей работы над The Hunger Project Хулиа жертвовал еду в продовольственный банк один раз в месяц. Он также продвигал программы на телевидении и радио и служил в качестве диктора в видеороликах на двух языках. Рауль освободил в своем расписании места для участия в многочисленных благотворительных мероприятиях от имени организации. Благодаря этой работе, проект присудил ему свою премию Global Citizen Award. Его участие также было признано в работе «Покончить с голодом: идея, время которой пришло». 24 марта 1992 года Рауль получил премию «Courage of Conscience Award». В 1994 году правительство Сальвадора признало его правозащитную активность, предоставив ему роль наблюдателя на всеобщих выборах в представительстве Freedom House. Во время своего визита в страну, он посетил могилу Ромеро, а затем описал свой опыт в статье, опубликованной в журнале Freedom Review.
В знак признани, Национальный фонд латиноамериканских искусств ежегодно присуждает премию Рауля Хулиа за выдающиеся достижения. В 2002 году актриса Сандра Буллок была представлена к премии, которую получила за свою работу в качестве исполнительного продюсера телесериала Джорджа Лопеса, который предлагал работу и выставку латиноамериканских талантов. В 2003 году Даниэль Родригес получил первую Глобальную гражданскую премию имени Рауля Хулии от Нью-Йоркского Института семьи Пуэрто-Рико, получив признание благодаря благотворительной деятельности.

## Фильмография
| Год       |     | Русское название                                | Оригинальное название                    | Роль                                |
| --------- | --- | ----------------------------------------------- | ---------------------------------------- | ----------------------------------- |
| 1968      | с   | Полиция Нью-Йорка                               | N.Y.P.D.                                 | патрульный                          |
| 1969      | ф   | Стилет                                          | Stiletto                                 | гость на вечеринке                  |
| 1969      | с   | Любовь к жизни                                  | Love of Life                             | Мигель Гарсия                       |
| 1970      | с   | Макклауд                                        | McCloud                                  | отец Августо Нивз                   |
| 1971      | ф   | Паника в Нидл-Парке                             | The Panic in Needle Park                 | Марко                               |
| 1971      | ф   | Если очень долго падать, можно выбраться наверх | Been Down So Long It Looks Like Up to Me | Хуан Карлос Розенблум               |
| 1971      | ф   | Организация                                     | The Organization                         | Хуан Мендоза                        |
| 1971—1972 | с   | Улица Сезам                                     | Sesame Street                            | Рафаэль                             |
| 1974      | с   | Шоу Боба Ньюхарта                               | The Bob Newhart Show                     | доктор Грег Робинсон                |
| 1974      | с   | Великие представления                           | Great Performances                       | Эдмунд                              |
| 1974      | тф  | —                                               | Aces Up                                  | Рауль                               |
| 1975      | тф  | —                                               | Death Scream                             | детектив Ник Родригес               |
| 1976      | ф   | Гонки «Жевательная резинка»                     | The Gumball Rally                        | Франко                              |
| 1978      | ф   | Глаза Лоры Марс                                 | Eyes Of Laura Mars                       | Майкл Рейслер                       |
| 1979      | в   | Отелло                                          | Othello                                  | Отелло                              |
| 1979      | ф   | Грешная жизнь                                   | A Life of Sin                            | Пауло                               |
| 1980      | кор | —                                               | Ripe Strawberries                        | н/д                                 |
| 1981      | ф   | Сильное средство                                | Strong Medicine                          | н/д                                 |
| 1982      | ф   | От всего сердца                                 | One from the Heart                       | Рэй                                 |
| 1982      | ф   | Мастер побегов                                  | The Escape Artist                        | Стю Киньонес                        |
| 1982      | ф   | Буря                                            | Tempest                                  | Калибан                             |
| 1983      | с   | Американский театр                              | American Playhouse                       | Арам Фингал / Рик Блейн             |
| 1984      | с   | —                                               | The New Show                             | разные персонажи                    |
| 1985      | ф   | Поцелуй женщины-паука                           | Kiss of the Spider Woman                 | Валентин Аррегуи                    |
| 1985      | ф   | Компрометирующие позы                           | Compromising Positions                   | Дэвид Суарес                        |
| 1985      | с   | Муссолини                                       | Mussolini: The Untold Story              | Галеаццо Чиано                      |
| 1986      | ф   | —                                               | La gran fiesta                           | Адольфо                             |
| 1986      | тф  | Флоридский пролив                               | Florida Straits                          | Карлос Джейн                        |
| 1986      | ф   | На следующее утро                               | The Morning After                        | Хоакин Манеро                       |
| 1987      | тф  | Аламо: Тринадцать дней славы                    | The Alamo: Thirteen Days to Glory        | генерал Антонио Лопес де Санта-Анна |
| 1987      | ф   | Танго Бар                                       | Tango Bar                                | Рикардо                             |
| 1988      | тф  | Онассис: Самый богатый человек в мире           | Onassis: The Richest Man in the World    | генерал Аристотель Онассис          |
| 1988      | ф   | Кающийся                                        | The Penitent                             | Рамон Герола                        |
| 1988      | ф   | Обмен сердцами                                  | Trading Hearts                           | Винни Йасона                        |
| 1988      | ф   | Луна над Парадором                              | Moon Over Parador                        | Роберто Страусманн                  |
| 1988      | ф   | Пьяный рассвет                                  | Tequila Sunrise                          | Карлос                              |
| 1989      | ф   | Ромеро                                          | Romero                                   | архиепископ Оскар Ромеро            |
| 1989      | ф   | Мэкки-Нож                                       | Mack the Knife                           | Макхит                              |
| 1990      | ф   | Презумпция невиновности                         | Presumed Innocent                        | Сэнди Стерн                         |
| 1990      | ф   | Франкенштейн освобождённый                      | Frankenstein Unbound                     | Виктор Франкенштейн                 |
| 1990      | ф   | Новичок                                         | The Rookie                               | Стром                               |
| 1990      | ф   | Гавана                                          | Havana                                   | Артуро Дюран                        |
| 1991      | ф   | Семейка Аддамс                                  | The Addams Family                        | Гомес Аддамс                        |
| 1992      | ф   | Чума                                            | La peste                                 | Коттар                              |
| 1993      | ф   | Семейные ценности Аддамсов                      | The Addams Family Values                 | Гомес Аддамс                        |
| 1994      | тф  | Огненный сезон                                  | The Burning Season                       | Чико Мендес                         |
| 1994      | ф   | Уличный боец                                    | Street Fighter                           | М. Байсон                           |
| 1995      | ки  | —                                               | Street Fighter: The Movie                | М. Байсон                           |
| 1995      | тф  | И спустился ворон                               | Down Came A Blackbird                    | Томас Рамирес                       |

## Театр
| Год       | Постановка                  | Роль                        | Место                                                   |
| --------- | --------------------------- | --------------------------- | ------------------------------------------------------- |
| 1967      | Тит Андроник                | Деметриус                   | Театр Делакорт (Фестиваль Шекпира в Нью-Йорке)          |
| 1968      | Кубинская вещь              | Чан                         | Театр Генри Миллера                                     |
| 1968-1970 | Your Own Thing              | Орсон (замена)              | Orpheum Theatre                                         |
| 1968      | Меморандум                  | разные роли                 | The Public Theatre                                      |
| 1969      | Frank Gagliano’s City Scene | Рабочий/Иисус               | Fortune Theater                                         |
| 1969      | Индейцы                     | Дюк Алексис / Ункас / Пончо | Brooks Atkinson Theatre                                 |
| 1970      | Персы                       | Старейшина                  | St. George’s Episcopal Church                           |
| 1970      | Комплекс Кастро             | Пако Монтойа                | Stairway Theatre                                        |
| 1971      | Пинквилль                   | Джо                         | Theatre At St Clement’s                                 |
| 1971      | Как вам это понравится      | Орландо                     | St. James Theatre                                       |
| 1972      | Виа Галактика               | Габриель Финн               | Uris Theatre                                            |
| 1971-1973 | Два веронца                 | Протей                      | The Public Theatre / St. James Theatre                  |
| 1973      | Как вам это понравится      | Орландо де Буа              | Театр Делакорт (Фестиваль Шекпира в Нью-Йорке)          |
| 1973      | Король Лир                  | Эдмунд                      | Театр Делакорт (Фестиваль Шекпира в Нью-Йорке)          |
| 1974-1975 | Где Чарли?                  | Чарли Вайкхэм               | Circle in the Square Theatre                            |
| 1976-1977 | Трехгрошевая Опера          | Капитан Мэкхит              | Vivian Beaumont Theatre (Фестиваль Шекпира в Нью-Йорке) |
| 1977      | Вишневый сад                | Лопахин Ермолай Алексеевич  | Vivian Beaumont Theatre (Фестиваль Шекпира в Нью-Йорке) |
| 1977-1980 | Дракула                     | Граф Дракула                | Martin Beck Theatre                                     |
| 1978      | Укрощение строптивой        | Петруччо                    | Театр Делакорт (Фестиваль Шекпира в Нью-Йорке)          |
| 1979      | Отелло                      | Отелло                      | Театр Делакорт (Фестиваль Шекпира в Нью-Йорке)          |
| 1979-1980 | Предательство               | Джерри                      | Nederlander Theatre                                     |
| 1981      | Буря                        | Просперо                    | Театр Делакорт / The Public Theatre                     |
| 1982-1984 | Девять                      | Гуидо Контини               | 46th Street Theatre                                     |
| 1984-1985 | Design for Living           | Лео                         | Circle in the Square Theatre                            |
| 1985      | Оружие и человек            | Сергей Саранов              | Circle in the Square Theatre                            |
| 1989-1990 | Макбет                      | Лорд Макбет                 | The Public Theatre                                      |
| 1991      | Отелло                      | Отелло                      | Театр Делакорт (Фестиваль Шекпира в Нью-Йорке)          |
| 1992      | Человек из Ламанчи          | Дон Кихот                   | Marquis Theatre                                         |

### Другие постановки
- Прощай, птичка (Teatro Tapia),1963;
- The Fourposter (Teatro Tapia),1963;
- Счастливое время (Teatro Tapia), 1963;
- Макбет (Teatro Tapia),1963;
- Отелло (Teatro Tapia),1963;
- Жизнь это мечта (Astor Theatre),1964;
- Ла Каррета (Greenwich Mews Theatre);, 1966
- Выхода нет (Bouwerie Lane Theatre), ;1967
- Райские сады (Fortune Theatre), 1969;
- Пинквилль (St. Clement’s Church), 1971;
- Гамлет (Театр Делакорт), 1972.

## Награды и номинации
| Год  | Награда                                        | Номинация                                       | Проект                | Статус     |
| ---- | ---------------------------------------------- | ----------------------------------------------- | --------------------- | ---------- |
| 1972 | Drama Desk Awards                              | Выдающееся выступление                          | Два Веронца           | Номинант   |
| 1972 | Тони                                           | Лучший главный актёр мюзикла                    | Два Веронца           | Номинант   |
| 1975 | Drama Desk Awards                              | Выдающийся актёр мюзикла                        | Где Чарли?            | Номинант   |
| 1975 | Тони                                           | Лучший главный актёр мюзикла                    | Где Чарли?            | Номинант   |
| 1976 | Drama Desk Awards                              | Выдающийся актёр мюзикла                        | Трехгрошевая Опера    | Победитель |
| 1977 | Тони                                           | Лучший главный актёр мюзикла                    | Трехгрошевая Опера    | Номинант   |
| 1982 | Тони                                           | Лучший главный актёр мюзикла                    | Девять                | Номинант   |
| 1983 | Золотой глобус                                 | Лучший актёр второго плана (фильм)              | Буря                  | Номинант   |
| 1985 | Национальный совет кинокритиков США            | Лучший актёр (вместе с Уильямом Хёртом)         | Поцелуй женщины-паука | Победитель |
| 1986 | Золотой глобус                                 | Лучший драматический актёр (фильм)              | Поцелуй женщины-паука | Номинант   |
| 1989 | Золотой глобус                                 | Лучший актёр второго плана (фильм)              | Луна над Парадором    | Номинант   |
| 1991 | Fangoria Chainsaw Awards                       | Лучший актёр                                    | Семейка Аддамс        | Номинант   |
| 1992 | MTW Movie Awards                               | Лучший поцелуй (разделена с Анжеликой Хьюстон)  | Семейка Аддамс        | Номинант   |
| 1993 | Saturn Awards                                  | Лучший актёр                                    | Семейка Аддамс        | Номинант   |
| 1995 | CableACE Awards                                | Лучший актёр мини-сериала/фильма (посмертно)    | Огненный сезон        | Победитель |
| 1995 | CableACE Awards                                | Лучший актёр мини-сериала/фильма (посмертно)    | И спустился ворон     | Номинант   |
| 1995 | Золотой глобус                                 | Лучший актёр мини-сериала/фильма (посмертно)    | Огненный сезон        | Победитель |
| 1995 | Primetime Emmy Awards                          | Лучший актёр мини-сериала/фильма (посмертно)    | Огненный сезон        | Победитель |
| 1995 | Saturn Awards                                  | Лучший актёр второго плана (посмертно)          | Уличный боец          | Номинант   |
| 1995 | Премия Гильдии киноактёров США                 | Лучшее мужское исполнение в мини-сериале/фильме | Огненный сезон        | Победитель |
| 1998 | Los Angeles Latino International Film Festival | Награда за достижения в жизни                   | -                     | Победитель |